# 코커 스패니얼

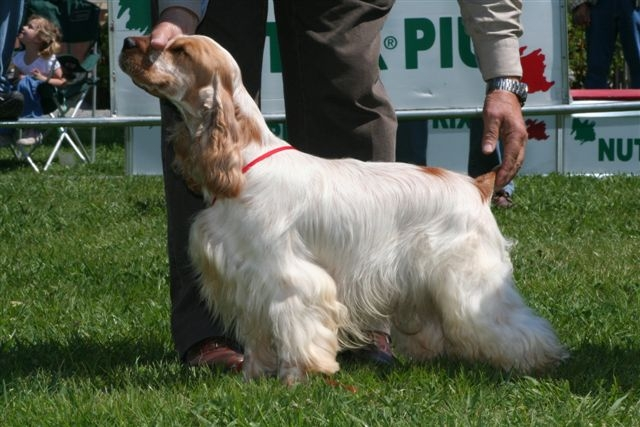
코커 스패니얼

코커 스패니얼(Cocker Spaniel)은 스패니얼 종류의 개 품종이다. 종류는 아메리칸 코커 스패니얼과 잉글리시 코커 스패니얼이 있다.

## 역사
코커 스패니얼은 신대륙발견 이전의 영국에는 잉글리시 코커 스패니얼만 있었다. 신대륙발견과 함께 아메리칸 코커스패니얼이라는 변종이 새롭게 등장하면서, 현재는 두 종류로 나뉘었다.

## 원산지
- 아메리칸 코커 스패니얼 : 미국
- 잉글리시 코커 스패니얼 : 영국